# Psilocymbium lineatum
Psilocymbium lineatum là một loài nhện trong họ Linyphiidae. Loài này được phát hiện ở Brasil.